# Alma Redemptoris Mater

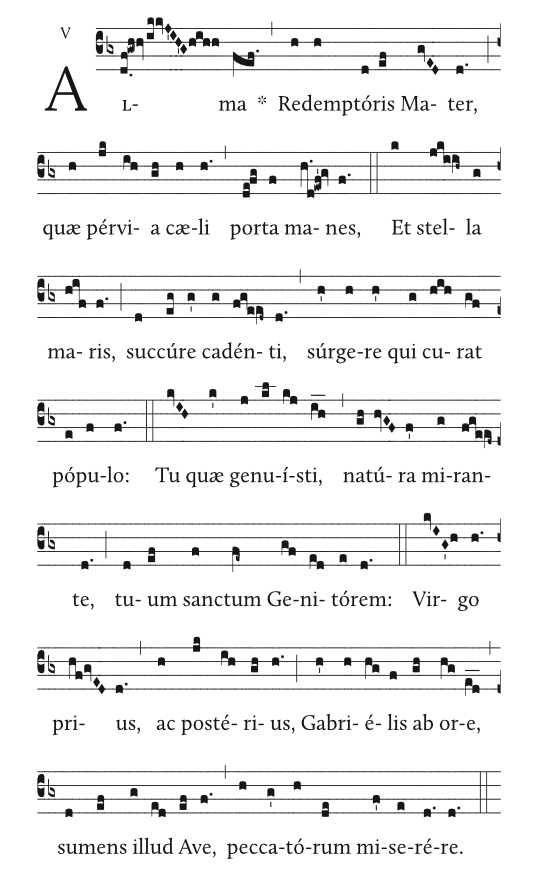
Forma solemne de Alma Redemptoris Mater

Alma Redemptoris Mater (en español: Augusta Madre del Redentor) es un himno Mariano, escrito en latín, y una de las cuatro Antífonas Marianas que se cantan al final de la liturgia de las horas. Las otras tres son: Ave Regina Caelorum, Regina cœli y Salve Regina. Se cree que su autor fue Hermann von Reichenau o Hermannus Contractus (“Herman el Cojo”; 1013–1054) quien se basaría en los escritos de los santos Fulgencio, Epifanio, e Irineo de Lyon.
Este himno se menciona en  "el cuento de la priora", uno de los relatos de Geoffrey Chaucer en los cuentos de Canterbury. 
Antiguamente se recitaba en las completas sólo desde el primer domingo de Adviento hasta la Fiesta de la Candelaria o fiesta de la purificación de la Virgen (2 de febrero).

## Texto
| Latín | Español (traducción literal) | Español (traducción litúrgica) |
| Alma Redemptoris Mater, quæ pervia cæli Porta manes, et stella maris, succurre cadenti, Surgere qui curat, populo: tu quæ genuisti, Natura mirante, tuum sanctum Genitorem Virgo prius ac posterius, Gabrielis ab ore Sumens illud Ave, peccatorum miserere. | Augusta Madre del Redentor, que siempre permaneces Puerta del Cielo, y estrella del mar, socorre a tu pueblo que cae, que anhela resucitar; tú que generaste, con maravilla de la naturaleza, a tu santo Creador, Virgen antes y después, que de la boca de Gabriel acogiste aquel saludo, ten piedad de los pecadores | Madre del Redentor, virgen fecunda, puerta del cielo siempre abierta, estrella del mar, ven a librar al pueblo que tropieza y se quiere levantar. Ante la admiración de cielo y tierra, engendraste a tu santo Creador, y permaneces siempre Virgen. Recibe el saludo del ángel Gabriel, y ten piedad de nosotros, pecadores. |

Dependiendo de la época, se añaden las siguientes combinaciones de un versículo y responsorio.
Desde el primer domingo de Adviento hasta Nochebuena
℣. Angelus Domini nuntiavit Mariæ
℟. Et concepit de Spiritu Sancto.
Oremus
Gratiam tuam quæsumus, Domine, mentibus nostris infunde; ut qui, angelo nuntiante, Christi Filii tui Incarnationem cognovimus, per passionem ejus et crucem, ad resurrectionis gloriam perducamur. Per eumdem Christum Dominum nostrum.
℟. Amen.
Desde las primeras Vísperas de Navidad hasta la Presentación de Jesús en el templo
℣. Post Partum Virgo inviolata permansisti.
℟.  Dei Genitrix, intercede pro nobis.
Oremus
Deus, qui salutis æternæ beatæ Mariæ virginitate fecunda humano generi præmia præstitisti: tribue, quæsumus, ut ipsam pro nobis intercedere sentiamus, per quam meruimus, Auctorem vitæ suscipere Dominum nostrum Jesum Christum Filium tuum, qui tecum vivit et regnat in unitate Spiritus Sancti Deus.
℟. Amen.

## Versiones Musicales
Además de las versiones en gregoriano de este himno, diferentes compositores lo han musicado, entre ellos destacan: Hermannus Contractus, Hildegard von Bingen, Orlando di Lasso, Costanzo Festa, Johannes Ockeghem, Josquin Desprez, Ludwig Senfl, Jacob Obrecht, Guillaume Dufay, Francisco Guerrero, Tomas Luis de Victoria, Palestrina, William Byrd, Adrian Willaert, Aires Fernandes , Francesco Cavalli, Marc-Antoine Charpentier, Antonio Caldara, Marco Antonio Ziani, Johann Caspar Kerll, Josef Rheinberger, Johan Adolf Hasse, Bernhard Lewkovitch, Peter Philips, György Orbán, y Dobrinka Tabakova .
Existe también una versión en el extinto Rito Sarum de Inglaterra.